# Windows XP
Windows XP (lidově „xpéčka“) je již nepodporovaný operační systém z řady Windows NT od firmy Microsoft, který byl poprvé vydán v roce 2001. Byl určen pro obecné použití na domácích či firemních osobních počítačích, laptopech či mediálních centrech. Zkratka „XP“ označuje zkušenost (anglicky eXPerience). Systém sdílí důležité části se systémem Windows Server 2003.[zdroj?]
Po více než jedno desetiletí se jednalo o dominantní operační systém a v době, kdy jej Microsoft začal nahrazovat systémem Windows Vista (listopad 2006) používalo systém Windows XP téměř 87 % uživatelů. Nejpoužívanějším operačním systémem byl až do poloviny roku 2012, kdy jej překonal Windows 7, ale ještě pět let po ukončení prodeje používalo Windows XP téměř 30 % počítačů. Podle Patricka Zandla s koncem Windows XP končí i éra dominace počítačů PC.
Díky Windows XP se proslavil snímek Bliss Charlese O'Reara, protože Microsoft si právě tento snímek vybral jako výchozí pozadí pracovní plochy.

## Vývoj
Předchůdcem Windows XP byl systém Windows 2000. Vývoj nového systému byl veden pod kódovým označením Whistler a na trh byl uveden 25. října 2001 pod obchodním názvem Windows XP (s číslem verze 5.1). V české verzi byly vydány 1. prosince 2001. Nástupcem Windows XP byl Windows Server 2003 (vydáno v roce 2003), na desktopu pak Windows Vista (vydáno v roce 2007).
Stejně jako celá rodina systémů z řady Windows NT byl systém Windows XP primárně určen pro počítače IBM PC kompatibilní, které obsahují alespoň 32bitové procesory (tzv. IA-32). V roce 2005 však byla vydána verze Windows XP Professional x64 Edition, která byla určena pro 64bitové procesory (např. AMD Athlon 64, Intel Itanium atd.). Jádro operačního systému běží v 64bitovém režimu procesoru a používá tedy výhradně 64bitové strojové instrukce (tzv. x86-64), avšak díky hardwarové podpoře těchto procesorů byla zachována možnost spouštět 32bitové programy (kompatibilita byla omezena pouze softwarovou výbavou systému).[zdroj?]

### Aktualizační balíčky
Od svého uvedení na trh se dočkal tří velkých aktualizačních balíčků (anglicky Service Pack). Aktualizační balíček integrují rozsáhlejší sadu oprav (bezpečnostních aktualizací) a nových verzí integrovaných programů, které byly k danému datu vydány. Vydání pro Windows XP obsahovaly kromě toho podstatné změny v jádře systému.
Service Pack 1Service Pack 1 (SP1) pro Windows XP byl vydán 9. září 2002. Obsahoval podporu pro USB 2.0, podporu pro SATA a pro disky větší než 137 GiB (48bitové LBA). Nově byla začleněna podpora pro jazyk Java pomocí Microsoft Java Virtual Machine a pro IPv6. Po prohraném soudním sporu Microsoftu s firmou Sun Microsystems byl 3. února 2003 vydán SP1a, ze kterého byl odstraněn Microsoft Java Virtual Machine.
Service Pack 2Service Pack 2 (SP2) vyšel 25. srpna 2004 a byl zaměřen na bezpečnost. Přidával podporu šifrování WPA pro bezdrátové Wi-Fi sítě a podporu pro bezdrátové sítě Bluetooth. Do jádra systému byla přidána podpora NX bitu, která zamezovala zneužití přetečení na zásobníku a tím i běžný postup pro šíření virů. Odstraněna byla podpora pro raw socket, která byla často zneužívána. Aktualizován byl Windows Firewall, který byl od SP2 implicitně aktivní. Začleněn byl nástroj Windows Security Center, který poskytuje rozhraní (API) pro antivirové programy, která skrze něj mohou signalizovat svůj stav společně s Windows Update a Windows Firewall. Podpora SP2 byla ukončena v roce 2010.
Service Pack 3Service Pack 3 (SP3) byl vydán 6. května 2008, tedy až po vydání Windows Vista. SP3 je posledním aktualizačním balíčkem, další již pro Windows XP vydán nebude, protože doba pro poskytování všeobecné odborné pomoci byla v roce 2009 ukončena. Podpora SP3 skončila společně s ukončením podpory prodloužené odborné pomoci pro Windows XP dne 8. 4. 2014. V roce 2017 byly vydány bezpečnostní aktualizace systému.
Neoficiální verzePo ukončení oficiální podpory je komunitou uživatelů vyvíjen a aktualizován neoficiální Service Pack 4 (SP4), který však porušuje licenční podmínky firmy Microsoft (zákaz redistribuce). Jeho vývoj začal v roce 2013, zatím poslední vydaná aktualizace pochází z června 2019 a jeho vývoj zatím (září 2020) nebyl ukončen. Obsahuje mimo jiné kumulativní aktualizace Windows XP, zveřejněné Microsoftem po vydání SP3. Protože nejde o oficiální update firmy Microsoft, je jeho použití na vlastní nebezpečí (mohl by například obsahovat vložený malware).

### Varianty systému
Operační systém Windows XP je k dispozici v několika variantách:
- Windows XP Professional
- Windows XP Home Edition
- Windows XP Professional x64 Edition
- Windows XP Media Center Edition 2005
- Windows XP Tablet Edition
- Windows XP Embedded
- Windows Fundamentals for Legacy PCs
- Windows XP Starter Edition
- Windows XP Professional N
- Windows XP Home Edition N

Systémy Windows označené písmenem N byly výsledkem antimonopolního řízení Evropské komise, po kterém kromě zaplacení pokuty 497 miliónu eur musela firma Microsoft vydat verzi Windows XP bez integrovaného přehrávače Windows Media Player. Provedení a cenová politika verzí N však byly takové, že se nesetkaly se zájmem uživatelů.

## Funkce
Windows XP měl pozměněný vzhled grafického uživatelského rozhraní a přepracovanou nabídku Start. Byla také upravena řada dalších maličkostí (jiné ovládací panely, přihlašovací obrazovka). Byla zařazena možnost rychlého přepínání uživatelů, funkce vzdálené pomoci, integrovaná podpora vypalování CD/DVD.

## Systémové požadavky
Systémové požadavky pro Windows XP (edice Home a Professional):
|                          | 2001                  | SP3                                        | MicroXP *        |
| ------------------------ | --------------------- | ------------------------------------------ | ---------------- |
| Procesor                 | 200 MHz               | 500 MHz nebo vyšší                         | 200 MHz          |
| Operační paměť           | 64 MB RAM             | 128 MB RAM nebo více                       | 48MB             |
| Grafická karta a monitor | Super VGA (800 × 600) | Super VGA (800 × 600) a vyšší              | VGA (640 x 480)  |
| Volné místo na HDD       | 1,5 GB                | 2,25 GB a více                             | 500MB            |
| Mechaniky                | CD-ROM                | CD-ROM nebo DVD-ROM                        | CD-ROM           |
| Zařízení                 | Myš a Klávesnice      | Myš a klávesnice                           | Myš a klávesnice |
| Další                    | –                     | Zvuková karta, reproduktory nebo sluchátka |                  |

- MicroXP verze 0.82

## Ukončení podpory

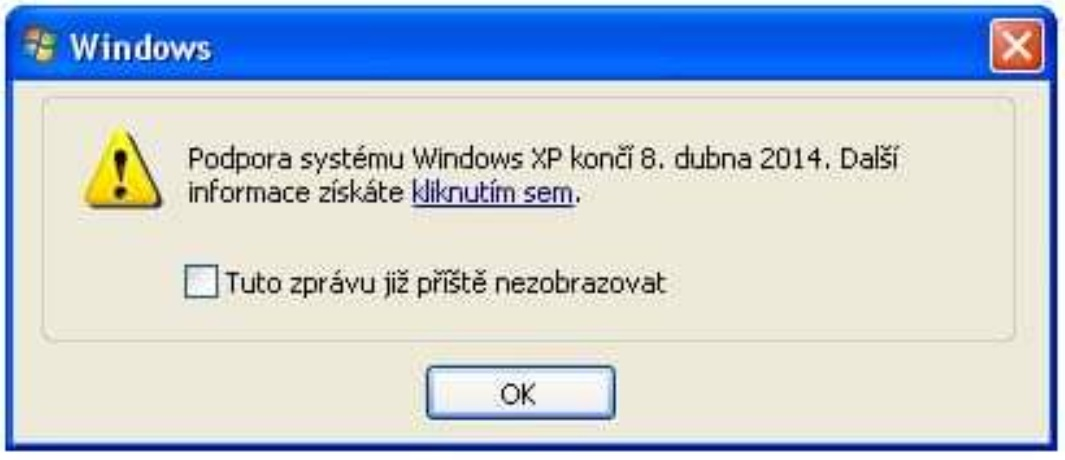
Informace o ukončení podpory systému.

Po více než jedno desetiletí se jednalo o dominantní operační systém, přestože prodej Windows XP byl ukončen v roce 2008, distribuce OEM verze (GGK) verzí byla ukončena 30. června 2010. a instalace netbookové verze byla ukončena 22. října 2010. Dále je možný downgrade z Windows 7 (Professional a Ultimate). Dne 14. dubna 2010 byly Windows XP převedeny do režimu Rozšířené podpory, která skončila dne 8. dubna 2014, a proto již nejsou poskytovány ani bezpečnostní aktualizace. V té době stále ještě téměř 30 %  uživatelů na celém světě používalo počítače s Windows XP. Mnoho jich bylo zejména v Číně, proto se společnost Microsoft rozhodla prodloužit podporu v Číně. a antivirus Microsoft Security Essentials pro XP byl podporován do roku 2015. I poslední verze prohlížeče Mozilla Firefox  funkční i na Windows XP je verze 52.9.0 esr z března 2018, prohlížeč Google Chrome byl aktualizován jen do roku 2015. Verze Windows XP Embedded, která se nachází i v bankomatech, byla podporována do roku 2017. Ještě koncem roku 2018 běžela většina bankomatů na Windows XP. Na Windows XP jsou založeny systémy Windows Embedded Standard 2009 a Windows Embedded POSReady 2009, které byly podporovány až do roku 2019.
Podle Jana Kružnika ze serveru Technet.cz se ukončení podpory týká především domácích uživatelů, protože firmy již dávno přešly na jiné systémy. V souvislosti s ukončením podpory provozoval Microsoft stránku www.ukoncenipodpory.cz, která upozorňovala na možná rizika dalšího používání nepodporovaného systému a výhody používání nového. Kromě ukončení podpory Windows XP se stránka věnuje i ukončení podpory Microsoft Office 2003.
Byla doporučována aktualizace na Windows 7, Windows 8 či Windows 8.1. Pokud by uživatelé aktualizaci nezvládli sami, mohli využít služeb obchodů a servisů.
Po objevení kritické chyby v Internet Exploreru se předpokládalo, že tato chyba ve verzi prohlížeče pro Windows XP již opravena nebude, nicméně oprava byla nakonec prostřednictvím Windows Update vydána.
Spousta lidí, především hráčů počítačových her, si tyto Windows uchovala, kvůli lepší kompatibilitě se starším softwarem a především kvůli úplnému ukončení podpory DRM pro Windows 10 a částečnému ukončení pro Windows 7 a 8.
Statistiky StatCounter z dubna 2024 (deset let od uvedení poslední bezpečnostní aktualizace) uváděly, že 0,39 % počítačů s přístupem k internetu stále používá Windows XP. V únoru 2025 tento systém podle stejných statistik stále používá 0,29 % počítačů.